# AXN Black
AXN Black este un canal de televiziune deținut de Antenna Entertainment ce difuzeaza seriale și reality show-uri pentru publicul masculin. Canalul a înlocuit la 1 octombrie 2013 AXN Sci-Fi.